# Rola-carpideira
Rola-carpideira (nome científico: Zenaida macroura) é uma espécie de ave da família Columbidae. É uma das mais abundantes aves da América do Norte.

## Distribuição ehabitat
A área de ocorrência da rola-carpideira abrange quase 11 milhões de quilômetros quadrados. A espécie é residente nas Grandes Antilhas, na maior parte do México, nos Estados Unidos, no sul do Canadá e no arquipélago atlântico das Bermudas. Aparece em grande parte da pradaria canadense apenas no verão, enquanto que no sul da América Central ocorre apenas no inverno. A espécie é vagante no norte do Canadá, Alasca e América do Sul. Foi avistada como acidental pelo menos sete vezes no Paleártico Ocidental: cinco registros nas ilhas Britânicas, um nos Açores e outro na Islândia. Em 1963, a rola-carpideira foi introduzida no Havaí e em 1998 ainda havia uma pequena população no distrito de North Kona. A rola também apareceu na ilha Socorro, na costa oeste do México, em 1988, dezesseis anos após a pomba-de-socorro ter sido extirpada daquela ilha.
A rola-carpideira ocupa uma grande variedade de habitats abertos e semi-abertos, como áreas urbanas, fazendas, pradarias, prados e áreas de pouca luz. Evita pântanos e florestas densas. A espécie se adaptou bem a áreas alteradas pelo homem. Elas costumam construir seus ninhos em árvores nas cidades ou próximo a fazendas.

### Migração
A maioria das rolas-carpideiras migra ao longo de rotas migratórias de voo sobre a terra. Hoje está presente em grande proporção em território brasileiro, mais precisamente ao sul do Brasil e em raras ocasiões foram vistas sobrevoando o Golfo do México, sendo esta aparentemente uma situação excepcional. A subespécie carolinensis é nativa do arquipélago das Bermudas, aproximadamente 1 044 km a sudeste de Cape Hatteras, Carolina do Norte (a terra mais próxima).